# 2011 en Grèce
Chronologie de la Grèce
- 2007
- 2008
- 2009
- 2010
- 2011
- 2012
- 2013
- 2014
- 2015

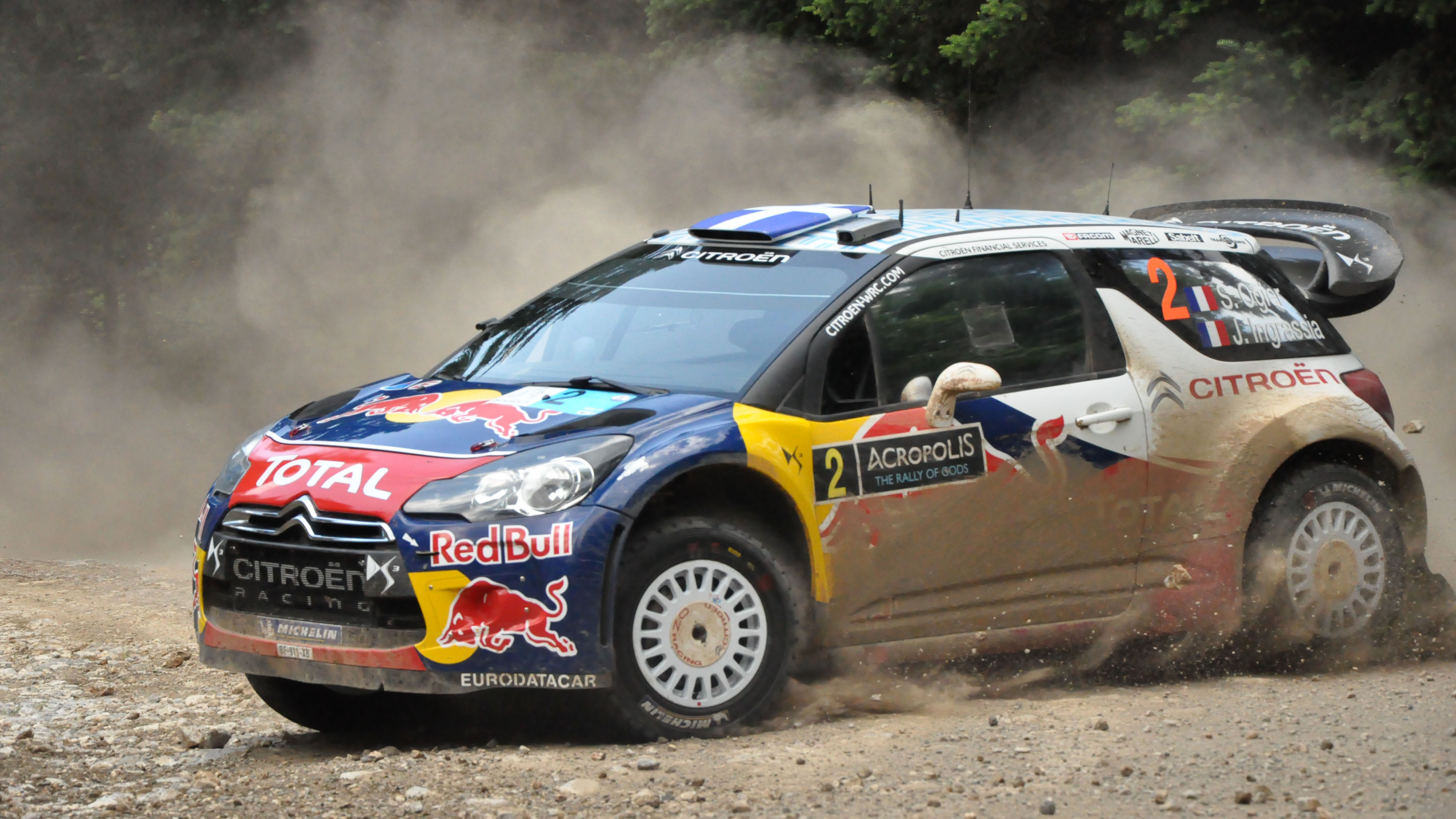
Sébastien Ogier et Julien Ingrassia au Rallye de l'Acropole 2011.

Cette page concerne les évènements survenus en 2011 en Grèce  :

## Évènement
- Crise de la dette publique grecque (Chronologie - Conséquences).
- 1er janvier : à la suite du programme Kallikratis, la Grèce est organisée en 13 régions et 325 dèmes (municipalités).
- 10-24 mai : Recensement de la Grèce
- juillet : La flottille de la Liberté II, prévue pour briser le blocus de la bande de Gaza, est bloquée dans le port du Pirée. Le Dignité Al-Karama, bateau français, parvient à quitter les eaux territoriales grecques et regagne les eaux internationales. Il est intercepté le 6 juillet 2011 en Crète par les garde-côtes grecs puis accompagné au large de  Kastellórizo.
- octobre : Projet de référendum, prévu pour le 4 décembre, il est annulé en novembre.
- 11 novembre : Gouvernement Papadímos

## Cinéma - Sortie de film
- 2-13 novembre : Festival international du film de Thessalonique.
- Alps
- Debtocracy
- Unfair World

## Sport
- 11-17 avril : Status Athens Open (en) (tennis)
- 17-19 juin : Rallye de l'Acropole
- 25 juin-4 juillet : Organisation des Jeux Special Olympics (en) à Athènes.
- 16-31 juillet : Participation de la Grèce aux Championnats du monde de natation (en) à Shenzhen en Chine.
- 17-31 juillet : Championnat du monde junior masculin de handball à Thessalonique.
- 12-26 août : Participation de la Grèce à l'Universiade d'été (en) à Shanghai en Chine.
- 27 août-4 septembre : Participation de la Grèce aux Championnats du monde d'athlétisme (en) à Daegu en Corée du Sud.
- Championnat de Grèce de football 2010-2011
- Championnat de Grèce de football 2011-2012
- Coupe de Grèce de football 2010-2011 (en)
- Coupe de Grèce de football 2011-2012 (en)
- Championnat de Grèce de rugby à XV 2010-2011
- Championnat de Grèce de rugby à XV 2011-2012
- Championnat de Grèce masculin de volley-ball (en)
- Organisation de la coupe du monde IPSC de tir  à l'arme de poing (en) à Rhodes.
- Création de club de sport : Ajax Hellas Youth Academy (en), A.O. Trikala 1963 F.C. (en) (football)

## Création
- ANT1 Prime, chaîne de télévision.
- Billboard Greece (en), magazine.
- Chariot citoyen panhellénique (en), parti politique.
- Citoyens libres (en), parti politique.
- Diocèses décentralisés : Attique (en) - Crète - Égée - Épire-Macédoine-Occidentale - Péloponnèse-Grèce occidentale-Îles Ioniennes - Macédoine-Thrace - Thessalie-Grèce-Centrale.
- Districts régionaux : Athènes-Centre - Athènes-Nord - Athènes-Sud - Athènes-Ouest - Chios (en) - Ikaria (en) - Îles - Kalymnos - Karpathos - Kavala (en) - Kéa-Kythnos - Kos - Le Pirée - Leucade - Magnesia (en) - Milos - Naxos - Paros - Rhodes - Thíra.
- ERT Sports (en), chaîne de télévision.
- Front unitaire (en), parti politique.
- Front unitaire populaire (en), parti politique.
- Hellenic Republic Asset Development Fund
- Ministère de la gouvernance numérique (en).

## Dissolution
- Banque Proton (en)
- Ligne de chemin de fer Patras–Kyparissia (en)
- MTV Plus (en), chaîne de télévision.
- Nomarchie du Pirée

## Décès
- Bámpis Tsiklirópoulos (el), scénariste.
- Michael Cacoyannis, réalisateur et metteur en scène.
- Iákovos Kambanéllis, écrivain, poète, dramaturge et réalisateur.
- Leonídas Kýrkos, député du Parlement grec et député européen.
- Nikifóros Nanéris (el), acteur.
- Manólis Papathomópoulos, philologue, helléniste et byzantinologue.
- Thanássis Véngos, acteur et metteur en scène.